# Destinos de película
Destinos de película  fue un programa de televisión semanal emitido por Televisión Española presentado por Màxim Huerta. El formato se estrenó el 12 de septiembre de 2016 en La 1.

## Formato
En Destinos de película los espectadores serán testigos de los escenarios más emblemáticos del mundo dónde se han rodado las películas con más repercusión mundial. Nueva York, Roma, Praga, París, Londres, Berlín, Marruecos y Venecia serán los 8 primeros lugares que visitará el periodista Màxim Huerta junto a Mónica Chaparro que se encargará de la voz en off. Con una duración de 50 minutos, cada entrega será el homenaje a diversas ciudades, además se mostrará lugares como restaurantes, zonas de compras y alojamientos famosos del país.

## Invitados
- Rocío Muñoz - Actriz y presentadora - Programa 2
- Mariluz Bejarano - Bloguera - Programa 3
- Lorena Bernal - Modelo, actriz y presentadora - Programa 4
- Agustín Galiana - Actor - Programa 7
- Álvaro Soler - Cantante - Programa 8

## Películas
- Nueva York
  - A propósito de Henry
  - Algo para recordar
  - Annie Hall
  - Armas de mujer
  - Cocodrilo Dundee
  - Con derecho a roce
  - Con la muerte en los talones
  - Cowboy de medianoche
  - Cuando Harry encontró a Sally
  - Delitos y faltas
  - Desayuno con diamantes
  - Descalzos por el parque
  - El lobo de Wall Street
  - El padrino II
  - Ghost, más allá del amor
  - Godzilla
  - King Kong
  - Kramer vs. Kramer
  - La gran apuesta
  - Los Cazafantasmas
  - Los intocables de Eliot Ness
  - Love Story
  - Noche en el museo
  - Otoño en Nueva York
  - Serendipity
  - Sexo en Nueva York
  - Solo en casa 2: Perdido en Nueva York
  - Soy leyenda
  - Sucedió en Manhattan
  - Superman: The Movie
  - Tal como éramos
  - Te puede pasar a ti
  - Un día en Nueva York
  - Un día inolvidable
  - Wall Street
  - Vanilla Sky

- Roma
  - A Roma con amor
  - Ángeles y demonios
  - Come, reza, ama
  - El ladrón de bicicletas
  - Gladiator
  - La dolce vita
  - La gran belleza
  - El juego de Ripley
  - Vacaciones en Roma
  - Venus imperial

- Marruecos
  - 007: Alta tensión
  - 007: SPECTRE
  - Alejandro Magno
  - Astérix y Obélix: Misión Cleopatra
  - Babel
  - El cielo protector
  - El hombre que sabía demasiado
  - El regreso de la momia
  - El ultimátum de Bourne
  - Gladiator
  - En busca del arca perdida
  - Juego de tronos
  - Kundun
  - La joya del Nilo
  - Lawrence de Arabia
  - Prince of Persia: Las arenas del tiempo

- Londres
  - 007: Al servicio secreto de su majestad
  - 007: Muere otro día
  - 007: SPECTRE
  - 28 días después
  - Descubriendo Nunca Jamás
  - El diario de Bridget Jones
  - El discurso del rey
  - Frenesí
  - Harry Potter y el prisionero de Azkaban
  - Harry Potter y la piedra filosofal
  - Lawrence de Arabia
  - Love Actually
  - Mary Poppins
  - Notting Hill
  - Sherlock Holmes
  - V de Vendetta

- París
  - Amélie
  - Casablanca
  - Charada
  - El caso Bourne
  - El código Da Vinci
  - El diablo viste de Prada
  - El último tango en París
  - Frenético
  - La invención de Hugo
  - Midnight in Paris
  - Moulin Rouge!
  - Notre-Dame de París
  - Todos dicen I Love You
  - Un americano en París
  - Una cara con ángel
  - Viaje a la Luna
  - ¿Víctor o Victoria?

- Venecia
  - 007: Casino Royale
  - 007: Moonraker
  - Casanova (1976)
  - Casanova (2005)
  - El mercader de Venecia
  - El talento de Mr. Ripley
  - Eyes Wide Shut
  - Indiana Jones y la última cruzada
  - Locuras de verano
  - Muerte en Venecia
  - The Italian Job
  - The Tourist
  - Venecia, la Luna y tú

- Praga
  - 007: Casino Royale
  - Amadeus
  - Amor inmortal
  - Blade II
  - El caso Bourne
  - El gran dictador
  - El ilusionista
  - La insoportable levedad del ser
  - La niña de tus ojos
  - Los rebeldes de Shanghái
  - Misión imposible
  - Misión imposible: Protocolo fantasma
  - Oliver Twist
  - Van Helsing
  - Yentl

- Berlín
  - 007: Octopussy
  - Cabaret
  - Corre, Lola, corre
  - Cortina rasgada
  - El ángel azul
  - El cielo sobre Berlín
  - El jardinero fiel
  - El mito de Bourne
  - El olivo
  - Good Bye, Lenin!
  - La vida de los otros
  - Los juegos del hambre
  - Malditos bastardos
  - Sin identidad
  - Uno, dos, tres
  - Valkiria

## Temporadas

### Episodios y audiencias
| Temporada | Temporada | Episodios | Estreno                  | Final                 | Audiencia media | Audiencia media | Audiencia media |
| Temporada | Temporada | Episodios | Estreno                  | Final                 | Espectadores    | Cuota           |                 |
| --------- | --------- | --------- | ------------------------ | --------------------- | --------------- | --------------- | --------------- |
|           | 1         | 8         | 12 de septiembre de 2016 | 31 de octubre de 2016 | 887.000         | 8,3%            |                 |
| Total     | Total     | -         | 12 de septiembre de 2016 | 31 de octubre de 2016 | 1 052 000       | 12,8%           |                 |

### Temporada 1: 2016
| N.º (serie) | N.º (temp.) | Destino      | Fecha de emisión         | Audiencia         |
| ----------- | ----------- | ------------ | ------------------------ | ----------------- |
| 1           | 1           | «Nueva York» | 12 de septiembre de 2016 | 820 000 (7,9%)    |
| 2           | 2           | «Roma»       | 19 de septiembre de 2016 | 872 000 (7,5%)    |
| 3           | 3           | «Marruecos»  | 26 de septiembre de 2016 | 796 000 (7,2%)    |
| 4           | 4           | «Londres»    | 3 de octubre de 2016     | 839 000 (7,1%)    |
| 5           | 5           | «París»      | 10 de octubre de 2016    | 717 000 (6,4%)    |
| 6           | 6           | «Venecia»    | 17 de octubre de 2016    | 1 014 000 (8,8%)  |
| 7           | 7           | «Praga»      | 24 de octubre de 2016    | 992 000 (9,0%)    |
| 8           | 8           | «Berlín»     | 31 de octubre de 2016    | 1 052 000 (12,8%) |

## Audiencia media de todas las ediciones
| Temporada                               | Fecha | Programas | Cadena | Espectadores | Share |
| --------------------------------------- | ----- | --------- | ------ | ------------ | ----- |
| Destinos de película: Primera temporada | 2016  | 8         | La1    | 887 000      | 8,3%  |

- Datos: Q26960626